# 巖谷小波
巖谷 小波（いわや さざなみ、1870年7月4日（明治3年6月6日） - 1933年（昭和8年）9月5日）は、明治から大正にかけての作家、児童文学者、口演童話家、俳人、ドイツ文学者、ジャーナリスト。本名は季雄（すえお）。別号に漣山人、楽天居、大江小波等がある。
日本初の創作童話『こがね丸』（博文館、1891年）を発表して近代児童文学史を拓いた日本児童文学の先駆者と評される。

## 人物
明治期に児童文芸作品を表す言葉として「お伽噺」を使用、自ら編集長を務めた「少年世界」「少女世界」「幼年世界」などの雑誌を通して日本中に児童文学を広めた。 
個人による日本初児童叢書である『日本昔噺』（24編）、『日本お伽噺』（24編）、『世界お伽噺』（100編）などのシリーズを刊行、日本はもちろん世界中の伝承説話のリテリングを体系的に行った。 
『桃太郎』『金太郎』『浦島太郎』『こぶとりじいさん』などの民話や英雄譚の多くは小波の手によって再生され、幼い読者の手に届いた。 
俳人でもあった小波は自ら開拓したお伽噺の世界を俳画の世界に融合させ、「お伽俳画」という独創的な世界を創り上げた。
日常生活では、足の裏を子供たちにくすぐらせるのが好きだった。 

## 経歴

### 医学を拒否して文学へ
東京府麴町平河町（現・千代田区）出身。巖谷家は近江水口藩の藩医の家柄である。父の巖谷一六は水口藩の徴士として新政府に出仕し、詔勅の起草や浄書、公文書の管理を行う書記官僚であるとともに、明治を代表する書家としても認められていた。母の八重は一六の2番目の妻で、父にとって6番目、母には4番目の子が季雄である。身ごもっていた母は、父一六に呼ばれ上京し東京で季雄を生んだが、小波の当初の本籍は滋賀県にあった。母はその年の10月1日に肺炎で死んだ。
父は官途で栄達しのち貴族院議員となり、季雄は裕福な家庭に育った。10歳のとき、兄巖谷立太郎が留学先のドイツから『オットーのメルヘン集』というドイツ語の本を送ってきた。ヨーロッパの昔話や童話を多数おさめたこの本を、立太郎は医師になるために必要なドイツ語の勉強のために送ったようだが、季雄はむしろ文学に目覚めることとなった
平河小学校（現麹町小学校）卒業後、獨逸学協会学校（現：獨協中学校・高等学校）へ入学するが、医者への道を歩ませられることを嫌い、周囲の反対の中で文学を志して進学を放棄、塩谷、青山、川田、杉浦の私塾で学んだ。1887年（明治20年）文学結社の硯友社に入る。尾崎紅葉らと交わって、機関誌「我楽多文庫」に『五月鯉』などの小説を発表したが、少年少女のセンチメンタルな恋愛を描く作品が多かった。

### 児童文学者へ転進
1891年（明治24年）、博文館の「少年文学叢書」第1編として出版した児童文学の処女作『こがね丸』が、近代日本児童文学史を開く作品となり、以後博文館と組んで児童文学に専心し、種々の児童向けの雑誌や叢書を刊行した。転進前の小説の多くは清純な魅力とともに感傷的な一面もあり、小説としては未熟ともいえた。その点でこの転進は文学的にも大きな成功だった。

### お伽噺を開拓
京都日之出新聞の文芸部長を務めていた1895年（明治28年）、博文館で雑誌「少年世界」が創刊すると、その主筆となって博文館に入る。その後、1927年（昭和2年）まで「幼年世界」、「少女世界」、「幼年画報」にも主筆として作品を執筆。それらをまとめて「日本昔噺」（1894～1896年）、「日本お伽噺」（1896～1898年）、「世界お伽噺」（1899～1908年）など、大部のシリーズを刊行した。
今日有名な『桃太郎』や『花咲爺』などの民話や英雄譚の多くは彼の手によって再生され、幼い読者の手に届いたもので、日本近代児童文学の開拓者というにふさわしい業績といえる。その作品は膨大な数に上ったが、1928年から1930年にかけてその代表的なものが『小波お伽全集』（千里閣版・全12巻）にまとめられた。
- 巌谷 小波著　藤山覚三画　英子セオドラ尾崎訳『Japanese Fairy Book』(1908年)

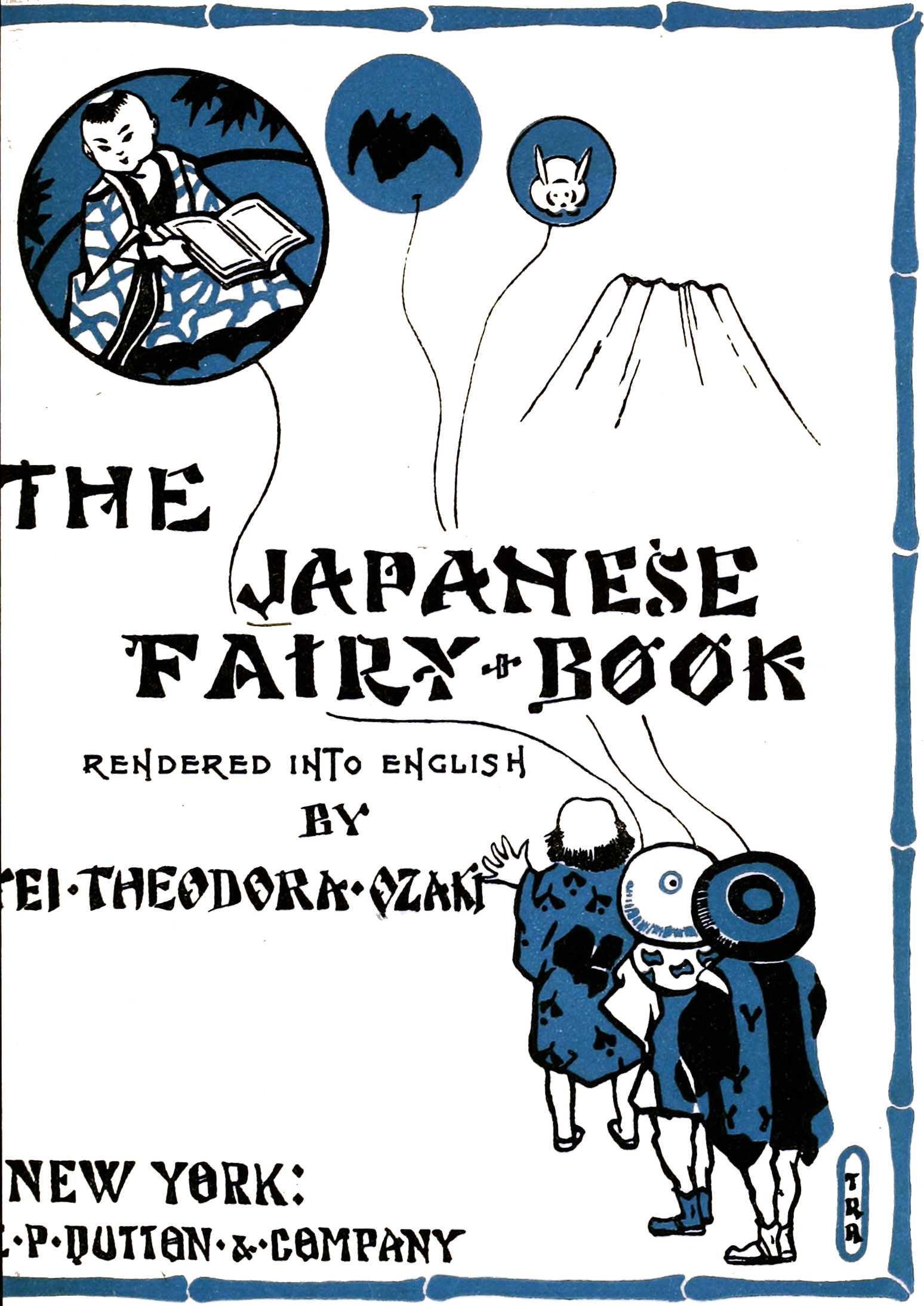
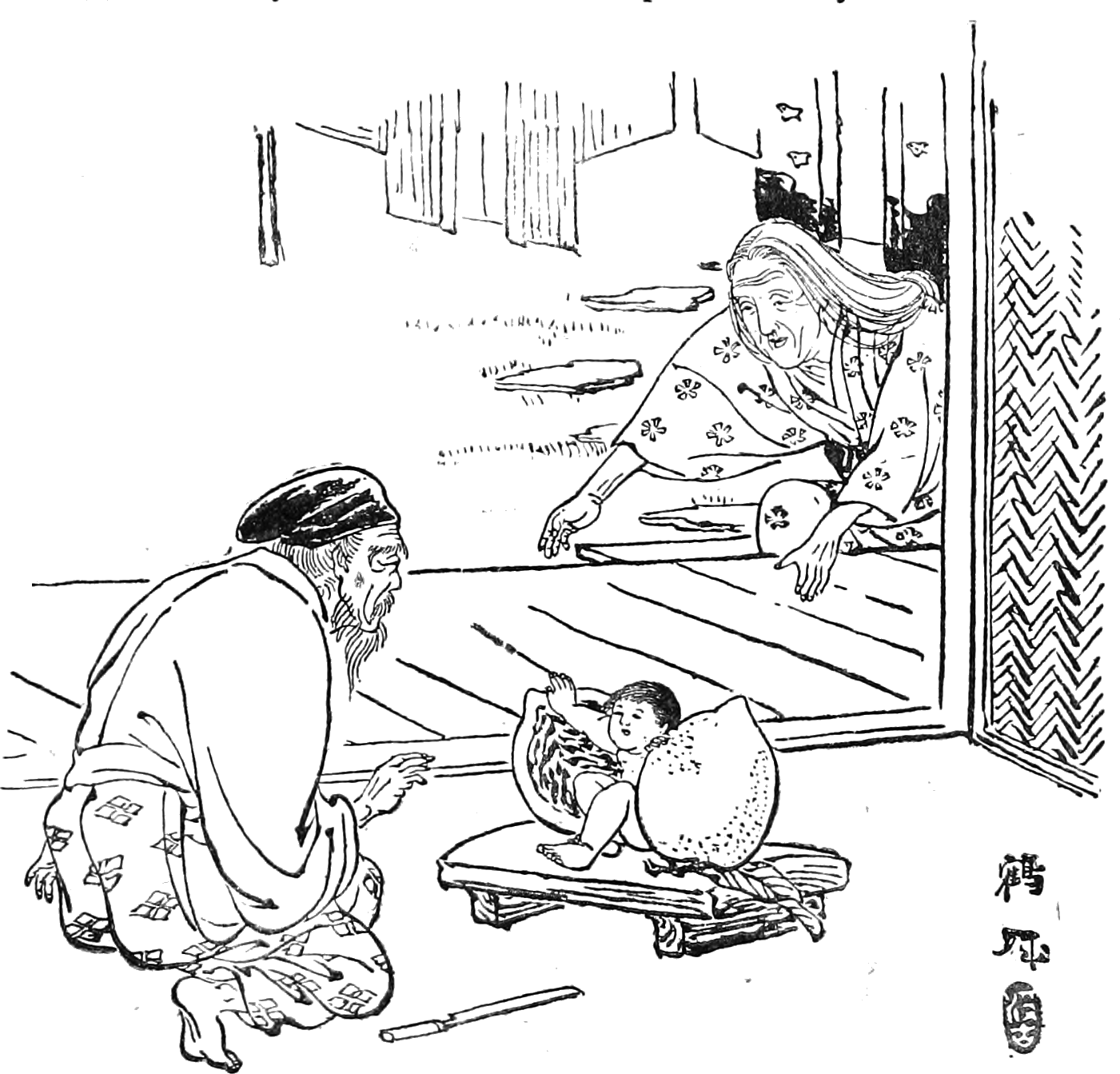
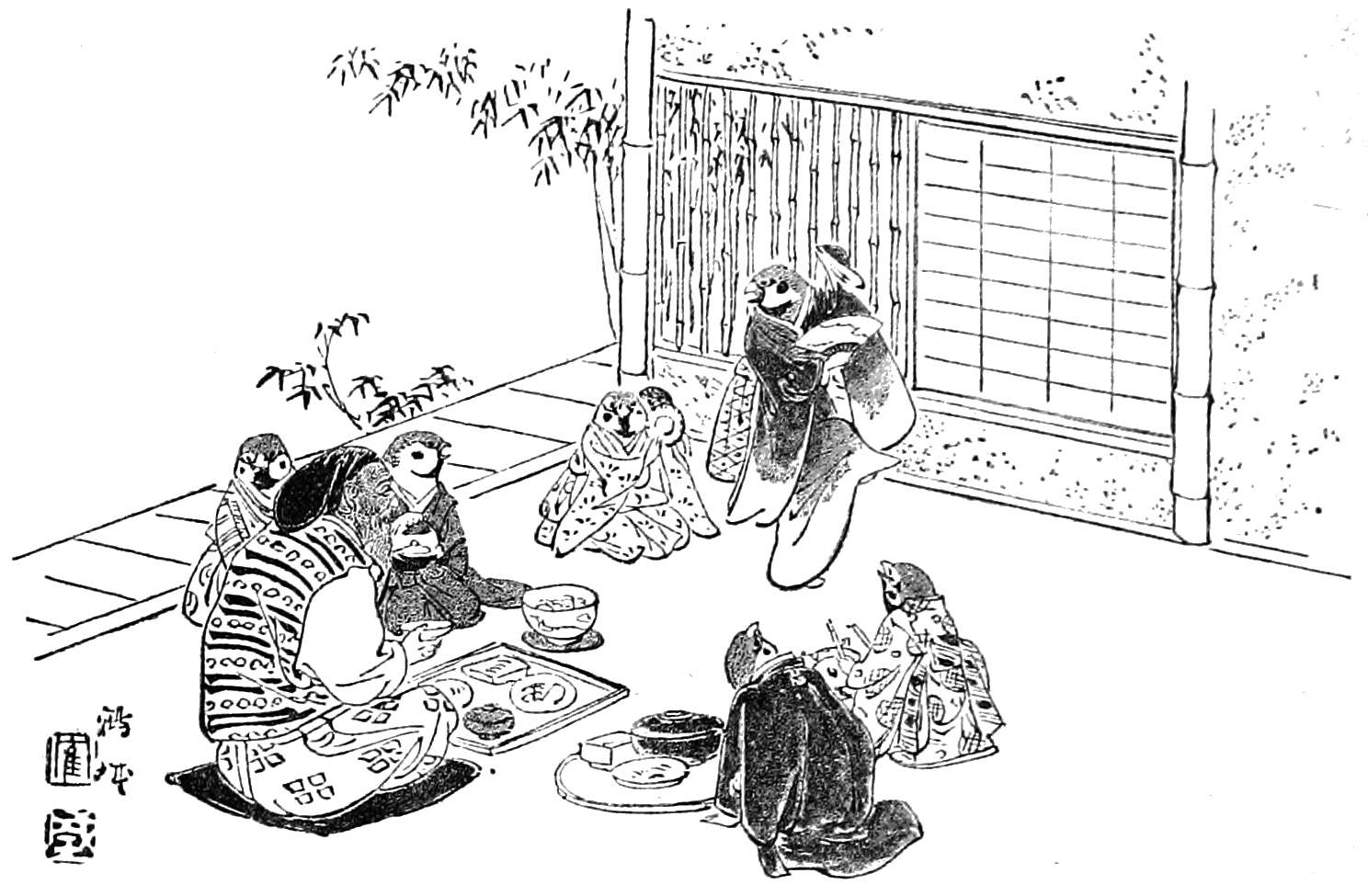
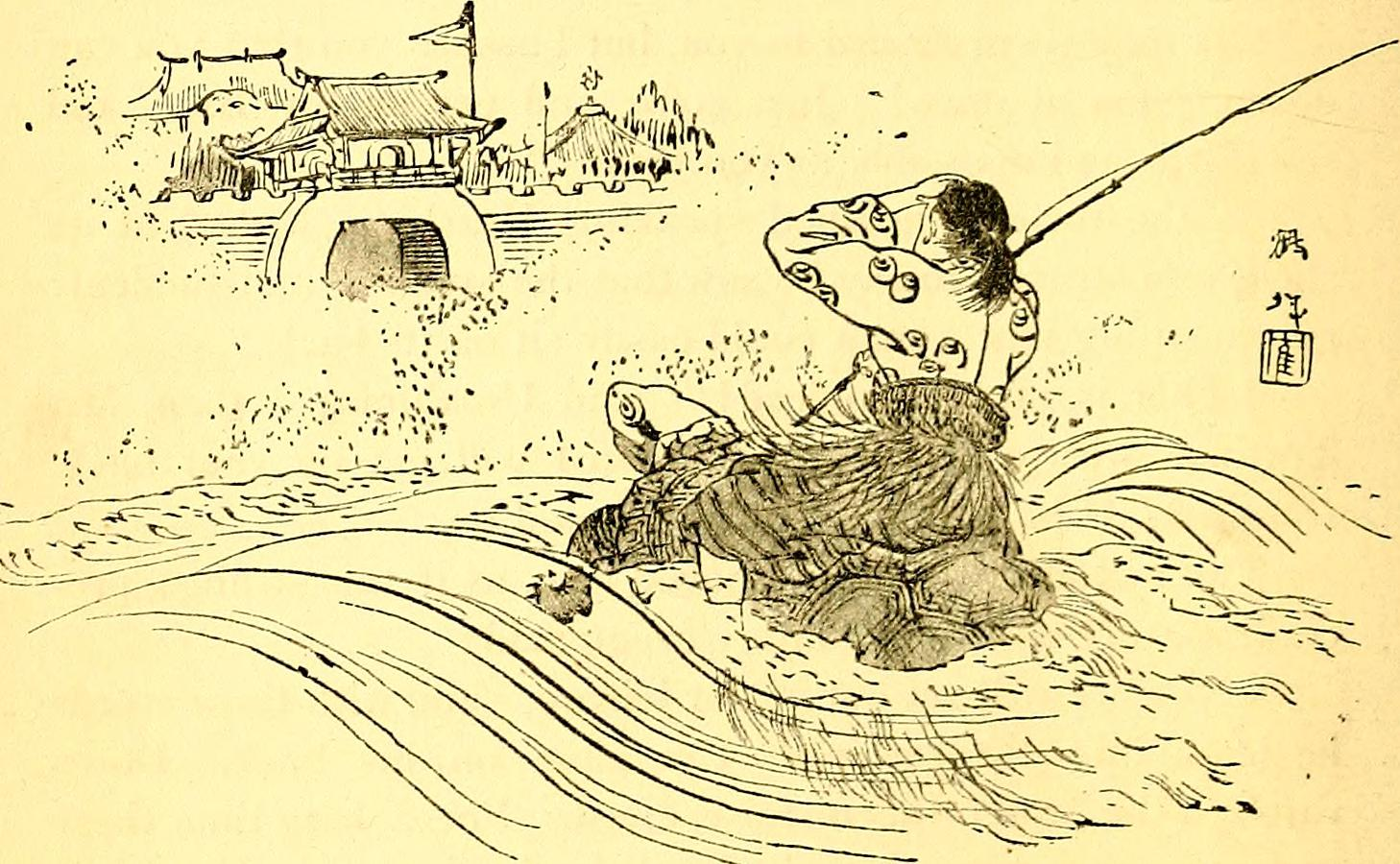
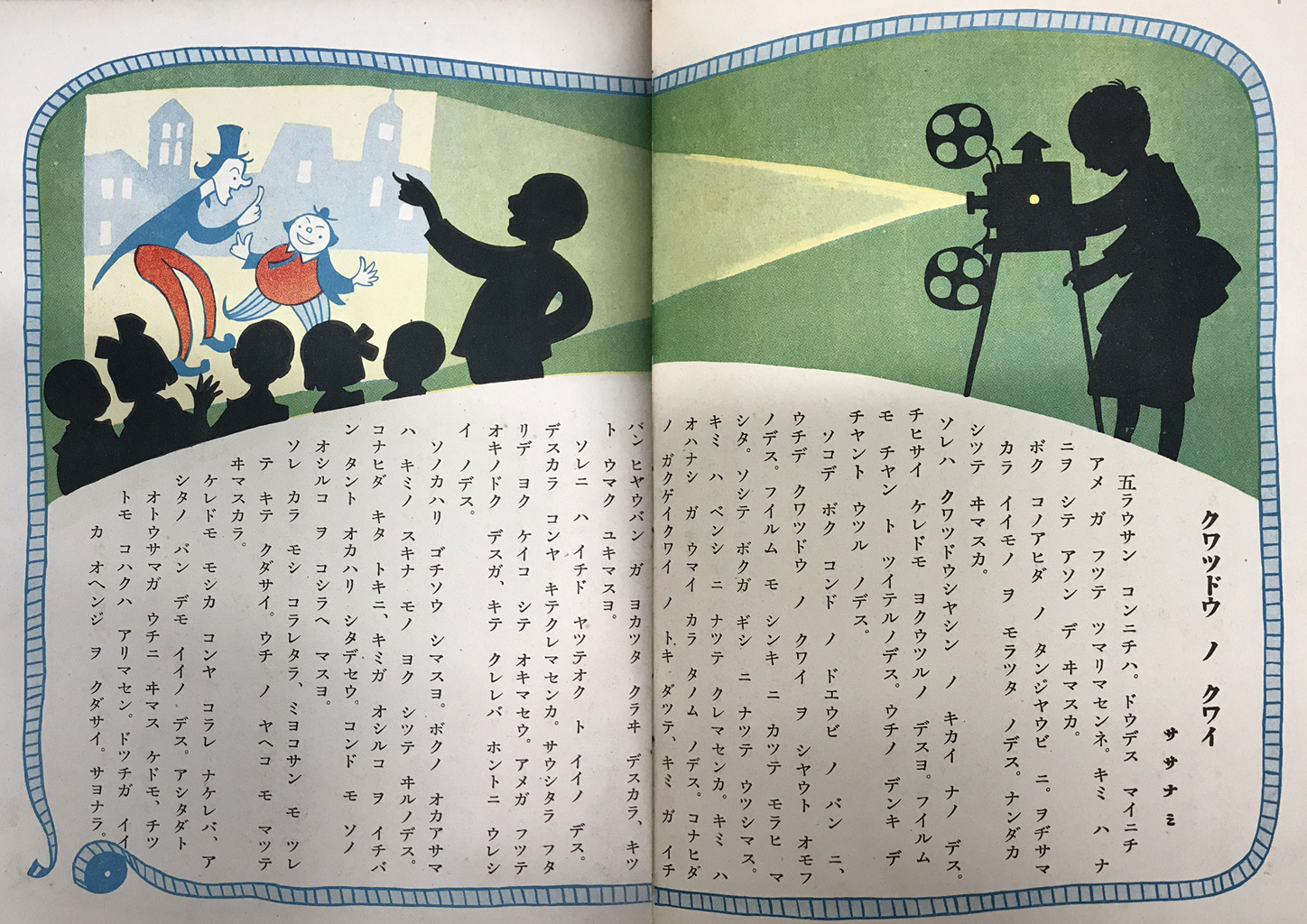
「クワツドウノクワイ」 コドモノクニ1922年6月号

### 口演童話、児童劇を開拓
内外の昔話や名作をお伽噺として平易に書き改める仕事のほか、童話の執筆、口演や戯曲化も試み、全国を行脚してその普及に努めた近代児童文学のみならず児童文化の生みの親である。自伝『我が五十年』（1920年）、息子で文芸評論家の巖谷大四による『波の跫音（あしおと）― 巖谷小波伝』（1974年）がある。

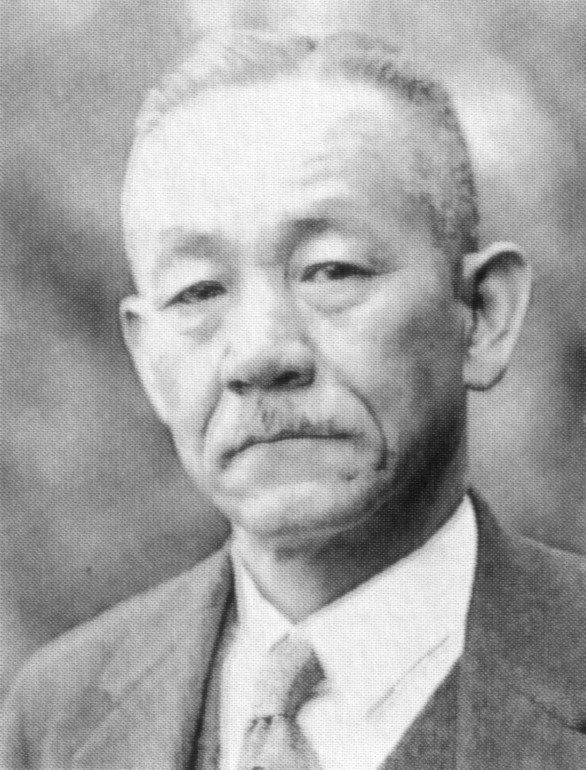
1920年頃

### 作詞
1911年に作った文部省唱歌『ふじの山』の作詞者としても知られる他、『一寸法師』も小波の作詞である。また滋賀県甲賀市立水口小学校、大津市立堅田小学校、大津市立平野小学校、虎姫高等学校、東京都大島町立元町小学校（現在名つばき小学校）校歌、久喜小学校校歌など、各地の校歌の作詞も手掛けている。滝廉太郎が『幼稚園唱歌』を作曲編纂するにあたって小波に相談していたことが明治32年の小波日記に記されている。

### 死去
1933年（昭和8年）9月5日、直腸癌のため芝区大門の日本赤十字病院で死去。64歳没。辞世は「極楽の乗物や是桐一葉」。墓所は多磨霊園。

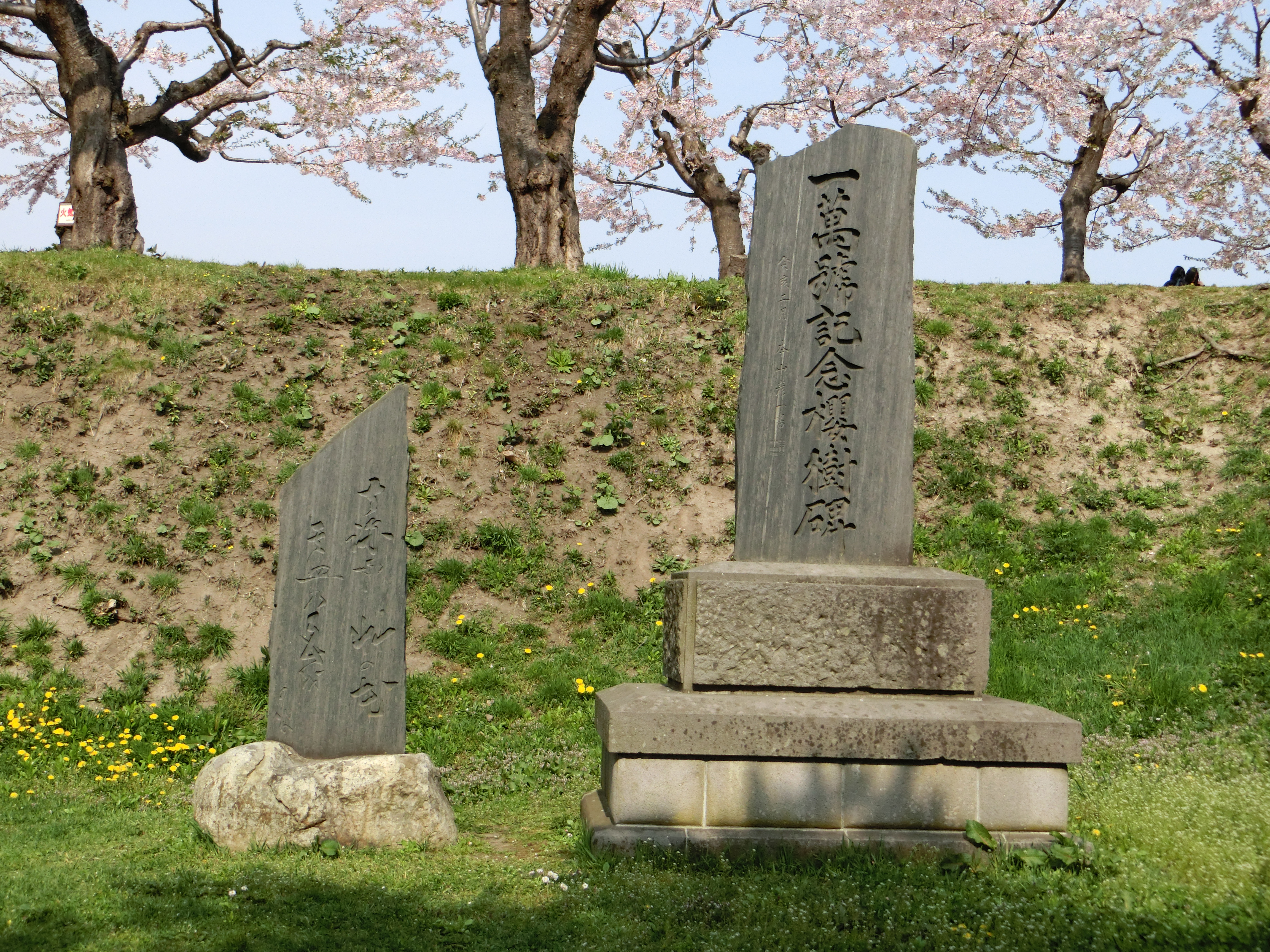
五稜郭内の石碑。右：「一万号記念桜樹碑」、左：「巌谷小波の句碑」

## 家族
- 父巖谷一六は貴族院勅選議員で書家。明治の三筆の一人。
- 姉富森幽香は水口教会宣教師ののち同志社女学校舎監[11]。ハワイの実業家・西村篤（関西鉄道会社常務）の妻。冨森姓を名乗る。西村（富森）家は赤穂浪士の一人富森正因との血縁はない[12]。
- 長男巖谷槇一は劇作家・演出家。
- 次男巖谷栄二は児童文学研究家。

栄二長男の巖谷國士は仏文学者・評論家。
- 三男巖谷平三は映画監督・演出家。

平三長男の巖谷鷲郎は映画監督、のち文芸評論家。
- 四男巖谷大四は文芸評論家。

大四三男の巖谷純介はブックデザイナー。
- 次女三八子

三八子次男の橋口稔は英文学者・東大名誉教授。稔の叔父橋口収は大蔵主計局長。
- 三女きの江 夫藤林益三は最高裁長官、のち弁護士。

益三次男の藤林道夫は仏文学者。

## 木曜会
巌谷小波が主催していた文学サロンで、明治29年から始めた。巌谷門下の作家らが毎週木曜に巌谷の自宅に集まり、各自に創作したものを朗読して、互いに批評し研鑽し合った。参加者は久留島武彦、木戸忠太郎、押川春浪、黒田湖山、生田葵山、西村渚山、井上唖々ら20人ほどで、その後永井荷風らも加わり、一時は50数名を数えることもあった。他に、森愛軒、鵜崎鷺城、赤木巴山、細川風谷、高階柳蔭、中野其村、朝倉芦山（山田旭南）、梅沢墨水、筒井年峯、羅臥雲（蘇山人）、千葉（金子）紫草、宮川春汀、太田南岳、柴田流星、綾部致軒、橋本小舸、田中半七、井田弦声、美添紫気、山内秋生、巌谷夾日、巌谷四緑、横山うさぎ、宇野茗翠、木村小舟、内藤鋠策大岡龍男沼田笠峰平尾不孤等がいる。その他の門下生には竹中菊圃、窪田空々、三輪呌石、田口桜村、井田秀明、木戸解剣、小島沖舟、岡野榮、中野小浜、田澤良夫、芝辻美都郎、松澤雪松、巌谷撫象、加藤犀水、浅井黙語、和田英作、久保田米斎、森愛軒らがいる。